# Allogymnopleurus histrio
Allogymnopleurus histrio là một loài bọ cánh cứng trong họ Bọ hung (Scarabaeidae).